# Акула-молот золота
Акула-молот золота (Sphyrna tudes) — акула з роду акула-молот родини акули-молоти. Інші назви «малоока акула-молот», «молотоголова акула-каррі».

## Опис
Загальна довжина досягає 1,48 м, зазвичай 1,1-1,3 м. Голова невелика, помірно широка, Т-подібна, передній край якої опуклий з невеликими поглибленнями. В центрі переднього краю присутня характерна виїмка. Ширина «молоту» становить 28-32% усієї довжини тіла. Морда коротка, майже 1/3 ширина «молота». Очі маленькі, круглі, з мигальною перетинкою. Розташовані у передній частині виростів-«молоту». Має носові пази. Рот великий, серпоподібний. На верхній щелепі розташовано 15-16 робочих зубів, на нижній — 15-17. Передні зуби тонкі, бокові є більш широкими з притупленими верхівками. Тулуб кремезний. Осьовий скелет складається з 195–202 хребців. Грудні плавці великі, довгі. Має 2 спинних плавців, з яких передній більше за задній. Передній спинний плавець довгий з увігнутою задньою крайкою. Він починається трохи попереду закінчення грудних плавців. Анальний плавець широкий, з дещо увігнутою задньою крайкою. Хвостовий плавець гетероцеркальний.
Забарвлення спини та спинних плавців сіре або жовто-сіре. Боки, краї виростів-«молоту», крайки грудних плавців, черевні та анальний плавці мають яскраво-жовтий, майже помаранчевий, металевий чи райдужний відлив. Звідси походить назва цієї акули.

## Спосіб життя
Тримається на глибині 10-40 м. Воліє до ділянок із каламутною водою біля гирл річок, у заток, місцини з мулистим, піщаним та змішаним ґрунтом. Зрідка віддаляється з прибережної акваторії. Живиться молюсками, креветками, іншими ракоподібними та сомиками, що мають в організмі фермент, який надає шкурі акули золотавий відтінок. Іноді полює на дрібних хрящових риб.
Статева зрілість у самців настає при розмірах 80-98 см, самиць — 92-101 см. Це живородна акула. Вагітність триває 10-11 місяців. Самиця народжує 5-19 акуленят завдовжки 30 см. Породілля відбувається на глибині 5-40 м.
Невідомо про напади акули на людину, втім вважається травмонебезпечною.

## Розповсюдження
Мешкає від берегів Венесуели до Уругваю, зокрема в акваторії острова Тринідад.